# Kilometer

Ursprunglig definition av kilometer

Kilometer är internationell standard för avståndsangivelser på vägmärken.

Kilometer är en  i SI motsvarande 1 000 meter. Namnet kommer av SI-prefixet k "1000".
Kilometer används som bas för ytmåttet kvadratkilometer, motsvarande en miljon kvadratmeter och rymdmåttet kubikkilometer, motsvarande en miljard kubikmeter.

## Spridning
Som SI-enhet är kilometern internationellt vedertagen och har stor spridning. Den är standardenheten för avståndsangivelser på vägmärken i hela världen utom USA, Storbritannien, Liberia och Myanmar.